# Caponioïdeus
Els caponioïdeus (Caponioidea) són una superfamília d'aranyes araneomorfes. Habitualment amb sis ulls.

## Taxonomia
Està constituïda per dues famílies:
- Família Capònids (Caponiidae) (algunes espècies tenen dos o quatre ulls)
- Família Tetrablèmmids (Tetrablemmidae)